# فريدي إم. غارسيا
فريدي إم. غارسيا هو رائد أعمال فلبيني، ولد في 13 يوليو 1944 في مانيلا في الفلبين.

## وصلات خارجية
- فريدي إم. غارسيا على موقع IMDb (الإنجليزية)